# Штайндаммская кирха
Штайндаммская кирха — одна из самых древних церквей Кёнигсберга (ныне Калининград). Основана в 1256 году в Штайндамме как часовня святого Николая. В 1263 году церковь была разрушена и восстановлена только в первой четверти XIV века. В 1526 году церковь была предоставлена в распоряжение польской общины. В период Семилетней войны, когда в Кенигсберге находилась русская армия, в церкви велась православная служба, а во времена оккупации города французами в 1807—1813 годах в кирхе был устроен лазарет. Во время Второй мировой войны Штайндаммская кирха была повреждена, а после окончания войны уничтожена новыми советскими властями города.

## История
Кирха была заложена в 1256 году (по иным версиям — в 1255) и освящена в 1258 году в честь Св. Николая. Название Штайндаммской кирха получила от местоположения в районе Штайндамм (нем. Steindamm — каменная дамба). Во время восстания пруссов в 1263 году кирха была разрушена.
В первой четверти XIV века на месте старой Штайндаммской кирхи было возведено новое более массивное здание — с использованием остатков старых разрушенных стен — однонефное одноэтажное здание в стиле ранней готики, внешне сходное с кирхой Юдиттен, 41 м в длиной и 11,3 шириной. Потолок нефа выполнен в виде крестового свода. Оштукатуренная, из обожженного кирпича постройка имела трехсторонние хоры. Внутри её венчали звездчатые своды, главный неф соединяется с хорами через низкую «триумфальную» арку. Башня из обожженного кирпича, пристроенная к кирхе с западной стороны, впервые упоминается в 1493. В 1559 году она обрушилась во время праздничного колокольного звона, восстановлена 1587 году, в 1650-м покрыта медью. Алтарь заново перестроен в 1670 в стиле кнорпельверк. В своей основной части имел картину Антона Мёллера «Страшный суд», вырезанную из дерева и являвшуюся начальной вехой творчества этого известного мастера.
Сохранившаяся до 1572 года её верхняя часть в середине XIX века была обновлена. На балках в алтарной части была выбита дата «1670 год», указывающая на время её сооружения. Колокола кирхи — работы 1714 и 1763 годов. Пол кирхи, как указывалось в «Путеводителе по Кёнигсбергу 1910 года», находился на четыре ступеньки ниже, чем мостовая, так как в течение столетий её уровень постоянно поднимался.
После реформации церковь использовалась для проведения богослужений для литовцев и поляков, оставаясь католической, после чего получает на некоторых немецких картах название Польской церкви (нем. Polnische Kirche).

### Русский период (1760—1763)
С 1760 по 1763 год использовалась как русская православная церковь Воскресения Христова. В 1759 г. генерал-губернатор Восточной Пруссии Корф обратился к императрице Елизавете Петровне с просьбой «отправить в Кенигсберг, Пиллау и Мемель по одной церкви с надлежащей церковной утварью». Просьба была удовлетворена, и 20 июля 1760 г. в Кенигсберг прибыл архимандрит Ефрем. Из шести помещений, предложенных для проведения православных богослужений, архимандрит Ефрем выбрал старинную (известную с 1256 года) кирху св. Николая в Штайндамме. 4 сентября того же года при большом стечении горожан состоялось её освящение. Вполне возможно, что на ней присутствовал и Иммануил Кант, тогда 36-летний доцент университета, располагавшегося в 50 шагах от храма.

Относительно до церкви скажу вам, что до того времени довольствовались мы только маленькою, полковою, поставленною в одном доме; но как Кёнигсберг мы себе прочили на должайшее время и, может быть, на век, то во все минувшее время помышляемо было уже о том, где б можно было нам сделать порядочную для всех россиян церковь. <…> Сперва думали было достраивать находившуюся на парадном месте огромную кирху, <…> но оказалось, что к отделке сей потребна великая сумма, а построенные стены не слишком были прочны и надежны, то решились наконец велеть пруссакам опростать одну из кирок, и сию-то кирку надобно нам было тогда освятить и превратить из лютеранской в греческую. Избрана и назначена была к тому одна из древнейших кенигсбергских кирок, довольно хотя просторная, но самой старинной готической архитектуры, с высокою и остроконечною башнею или шпицем, а именно та, которая находилась у них в Штейндамском форштадте, неподалёку от замка.
Главнейшее затруднение при сем деле было хотя то, чтоб снять с высокого шпица обыкновенного их петуха и поставить вместо того крест на оный, однако мы произвели и сие. Отысканы были люди, отважившиеся взлезь на самый верх оной башни и снять не только петуха, но вынуть из самого яблока тот свернутый трубкою медный лист, который есть у иностранных обыкновение полагать в яблоко на каждой церкви, и на котором листе вырезают они письмена, обозначающие историю той церкви, как, например, когда она? по какому случаю? кем? каким коштом? какими мастерами и при каком владетеле построена и освещена, и так далее. Мне случилось самому видеть оный вынутый старинный лист, по которому означилось, что церковь та построена была более, нежели за двести лет до того. И мы положили его обратно, присовокупив к тому другой и новый, с вырезанными также на нём латинскими письменами, означающими помянутое превращение оной из лютеранской в греческую, с означением времени, когда, по чьему повелению и кем сие произведено. Поэтому и остался в Кенигсберге навеки монумент, означающий, что мы, россияне, некогда им владели и что управлял им наш генерал Корф и произвел сие превращение

Церковь получилась очень пышная. Императрица Елизавета Петровна прислала из Петербурга великолепный иконостас, богато украшенную церковную утварь, люстры с изображением двуглавых орлов (люстры с орлами висели в кирхе до самого её уничтожения).
Богослужения в церкви совершались регулярно. В 1761 году новым генерал-губернатором В. И. Суворовым был подарен иконостас, изготовленный в России по его личному заказу. После разрушения церкви иконостас передавался по церквям при русских дипломатических представительствах в Стокгольме, Берлине и Гамбурге, и в 1996 г. был возвращен в Россию. В настоящее время он находится в Калининградском епархиальном управлении.
После воцарения на российском престоле Петра III, горячего сторонника прусского короля Фридриха Великого, русские войска были выведены из Пруссии, и храм в Штайндамме возвратили прежним владельцам.

### XIX—XX века
В 1807—1813 годах французская армия использовала эту церковь как тюрьму и лазарет. В XIX и начале XX веков там размещалась гарнизонная, а позже университетская лютеранская кирха. До 1881 года Штайндаммская кирха была «дочерней» в Альтштадтской общине, с 1881 года восстановлен самостоятельный приход. В 1888 году церковь подверглась капитальному ремонту, при этом несколько изменился её внешний облик. В 1928 году её последний раз реставрировали.
В ночь с 27 на 28 августа 1944 года — во время налета английской авиации — у Штайндаммской кирхи обрушилась крыша, сильно пострадал интерьер, но башня тем не менее уцелела. Во время штурма в апреле 1945-го она получила намного более серьёзные повреждения, но алтарная часть, восточная сторона с аркой свода и фрагмент северной стены уцелели. В документальном фильме «Штурм Кёнигсберга» она уже почти не просматривается.
В 1956 году этот объект ещё значился в списке архитектурных памятников Калининграда. Окончательно уничтожили кирху в конце пятидесятых при прокладке Ленинского проспекта. В настоящее время на месте алтарной части кирхи проходит Ленинский проспект (ориентир — дом № 67 по Ленинскому проспекту), а на месте колокольни — начало сквера имени генерала Румянцева (ориентир — дом № 2 по ул. Житомирской).

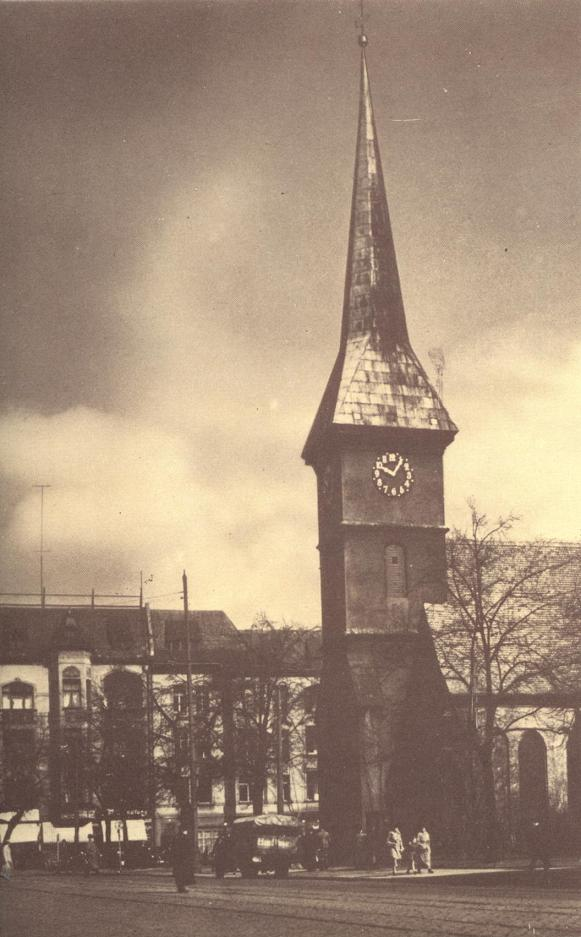
Штайндаммская кирха в 1930 году
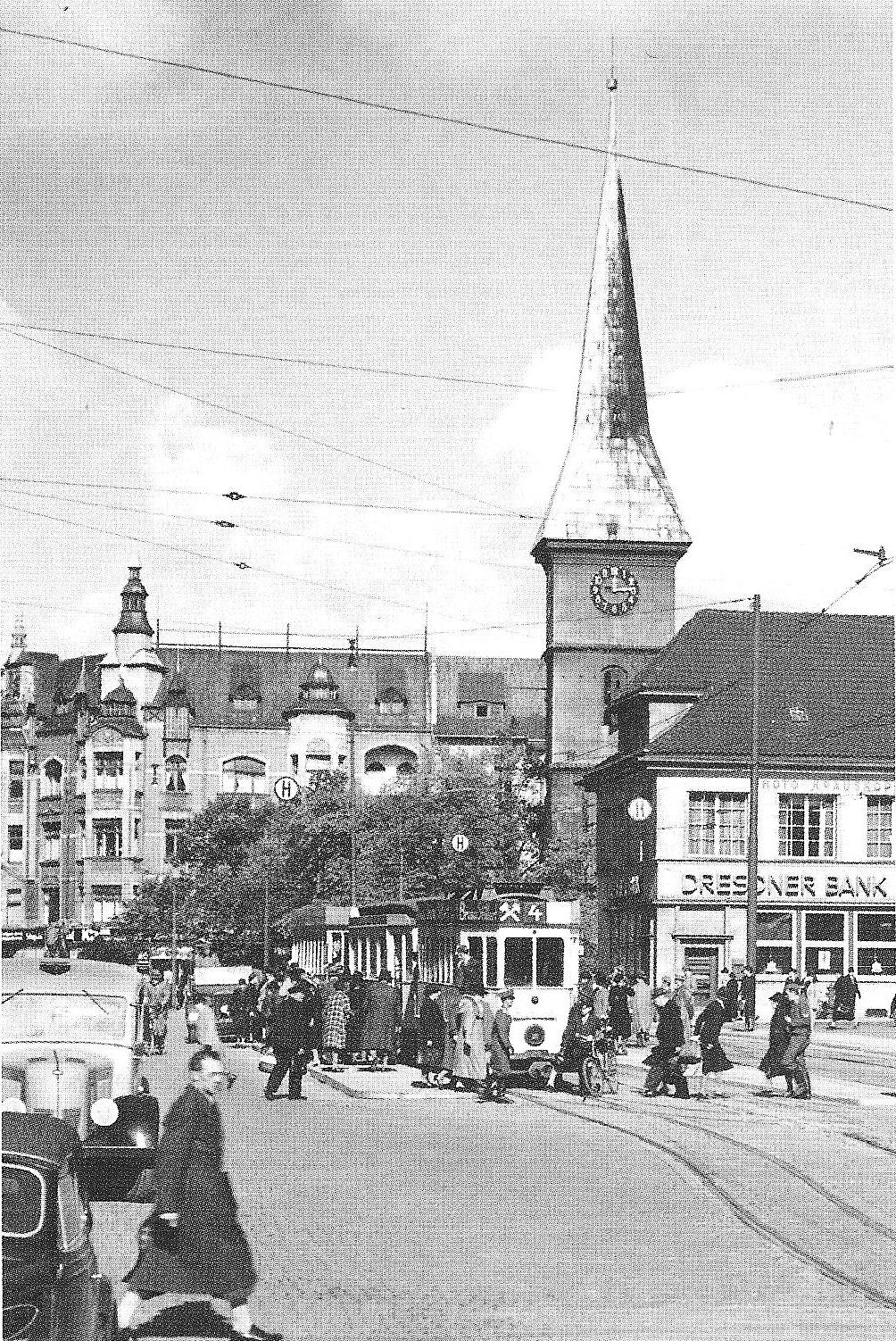
Штайндаммская кирха на старой открытке
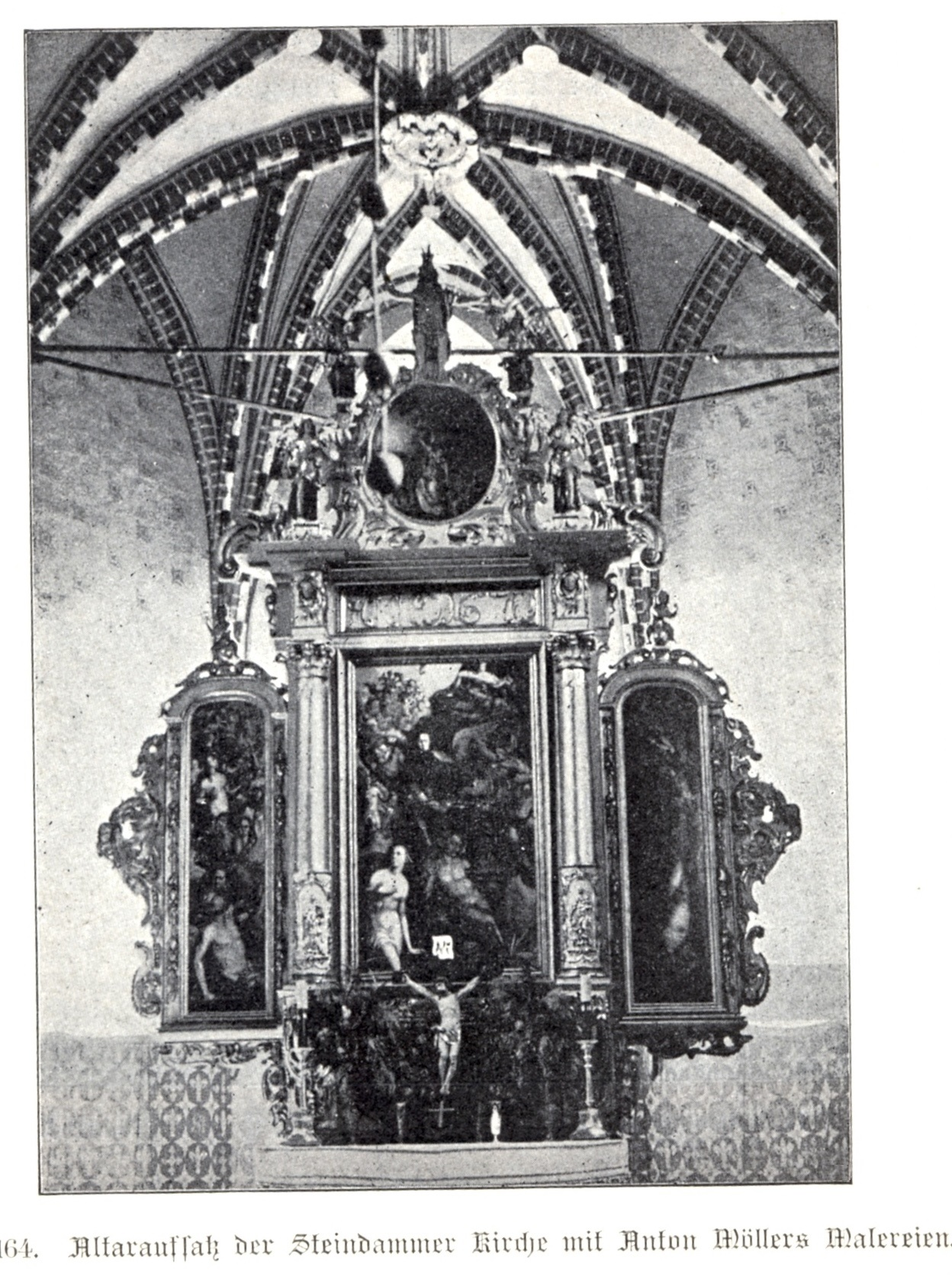